# NEK6
NEK6 (англ. NIMA related kinase 6) – білок, який кодується однойменним геном, розташованим у людей на короткому плечі 9-ї хромосоми. Довжина поліпептидного ланцюга білка становить 313 амінокислот, а молекулярна маса — 35 714.
| 10         |  | 20         |  | 30         |  | 40         |  | 50         |
| ---------- |  | ---------- |  | ---------- |  | ---------- |  | ---------- |
| MAGQPGHMPH |  | GGSSNNLCHT |  | LGPVHPPDPQ |  | RHPNTLSFRC |  | SLADFQIEKK |
| IGRGQFSEVY |  | KATCLLDRKT |  | VALKKVQIFE |  | MMDAKARQDC |  | VKEIGLLKQL |
| NHPNIIKYLD |  | SFIEDNELNI |  | VLELADAGDL |  | SQMIKYFKKQ |  | KRLIPERTVW |
| KYFVQLCSAV |  | EHMHSRRVMH |  | RDIKPANVFI |  | TATGVVKLGD |  | LGLGRFFSSE |
| TTAAHSLVGT |  | PYYMSPERIH |  | ENGYNFKSDI |  | WSLGCLLYEM |  | AALQSPFYGD |
| KMNLFSLCQK |  | IEQCDYPPLP |  | GEHYSEKLRE |  | LVSMCICPDP |  | HQRPDIGYVH |
| QVAKQMHIWM |  | SST        |  |            |  |            |  |            |

A: Аланін

C: Цистеїн

D: Аспарагінова кислота

E: Глутамінова кислота

F: Фенілаланін

G: Гліцин

H: Гістидин

I: Ізолейцин

K: Лізин

L: Лейцин

M: Метіонін

N: Аспарагін

P: Пролін

Q: Глутамін

R: Аргінін

S: Серин

T: Треонін

V: Валін

W: Триптофан

Кодований геном білок за функціями належить до трансфераз, кіназ, серин/треонінових протеїнкіназ, фосфопротеїнів. 
Задіяний у таких біологічних процесах, як апоптоз, клітинний цикл, поділ клітини, мітоз, розходження хромосом, ацетилювання, альтернативний сплайсинг. 
Білок має сайт для зв'язування з АТФ, нуклеотидами, іонами металів, іоном магнію. 
Локалізований у цитоплазмі, цитоскелеті, ядрі.